# نهنگ خلیج مکزیک

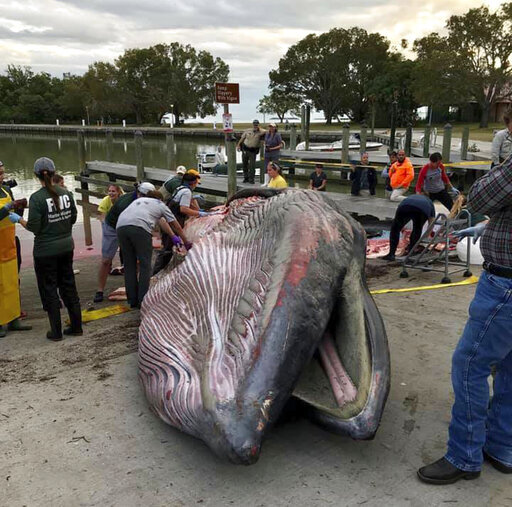
نمونه هولوتایپ USNM ۵۹۴۶۶۵ در حال تشریح پیش از دفن برای استخراج و مطالعه اسکلت

عکس هوایی از نهنگ رایس. سه برجستگی ویژه روی سر از ویژگی‌های تشخیصی این گونه است.

نهنگ خلیج مکزیک یا نهنگ رایس (نام علمی: Balaenoptera ricei)، گونه‌ای از آب‌بازسانان بی‌دندان و بومی شمال خلیج مکزیک است. در ابتدا به عنوان زیرجمعیت نهنگ براید شناسایی شد، مطالعات ژنتیکی و اسکلتی نشان داد که تا سال ۲۰۲۱ یک گونه متمایز خواهد بود. از نظر ظاهری، عملاً شبیه نهنگ براید است. بدنه آن صاف و درخشان است، با پشتی خاکستری زغالی تیره یکنواخت و زیرتنه مایل به صورتی کم‌رنگ است. یکی از ویژگی‌های تشخیصی که اغلب توسط دانشمندان میدانی برای تشخیص نهنگ‌های رایس از نهنگ‌هایی غیر از نهنگ براید استفاده می‌شود، سه برجستگی ویژه‌ای است که بالای سر آن قرار دارند. این گونه را می‌توان با شکل استخوان‌های بینی از نهنگ براید متمایز کرد، که شکاف‌های وسیع‌تری به دلیل پیچیدن منحصربه‌فرد استخوان‌های پیشانی، مجموعه صوتی منحصربه‌فرد آن و تفاوت‌های ژنتیکی دارد.

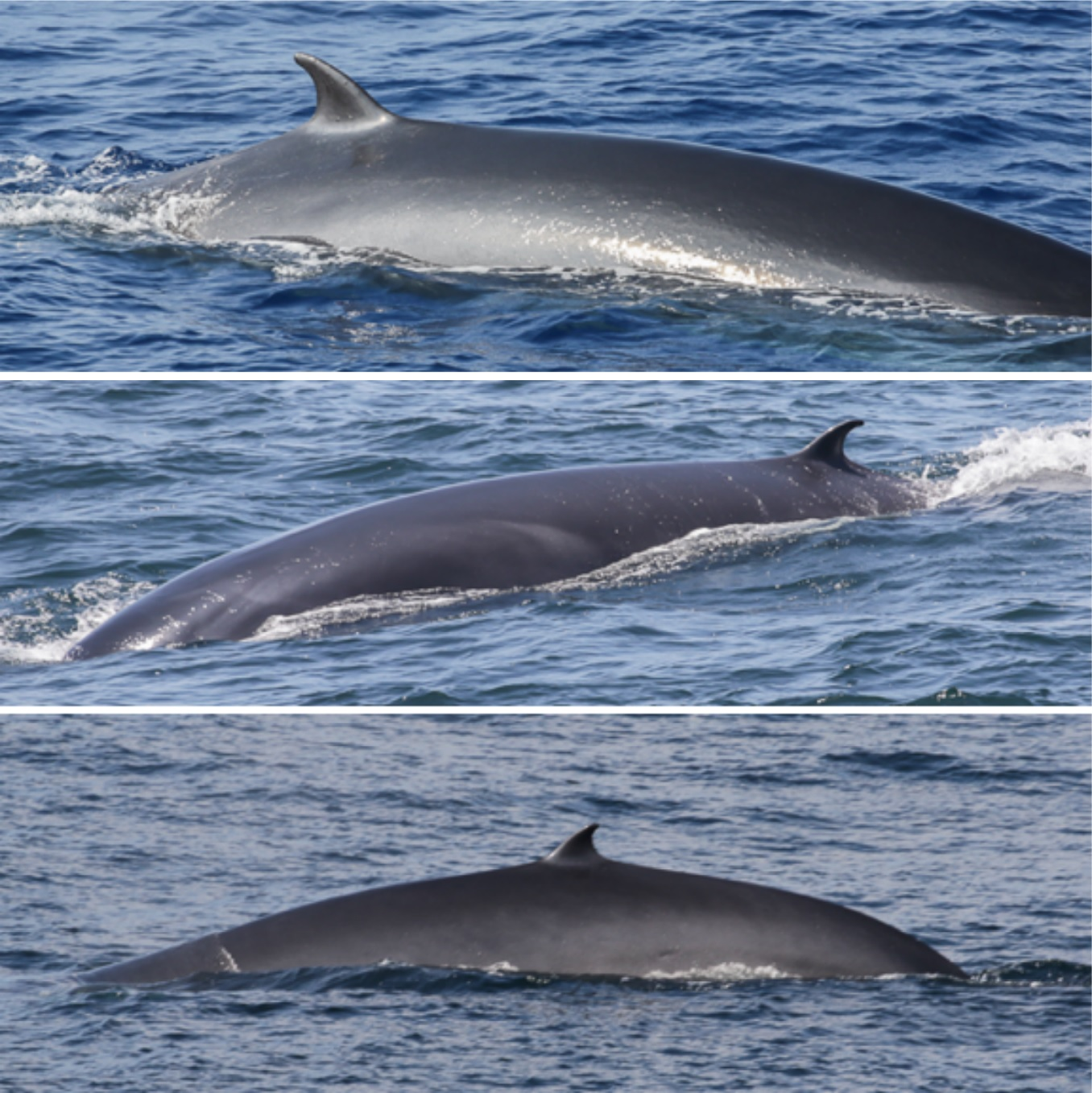
گوناگونی در باله‌های پشتی و رنگ پشت

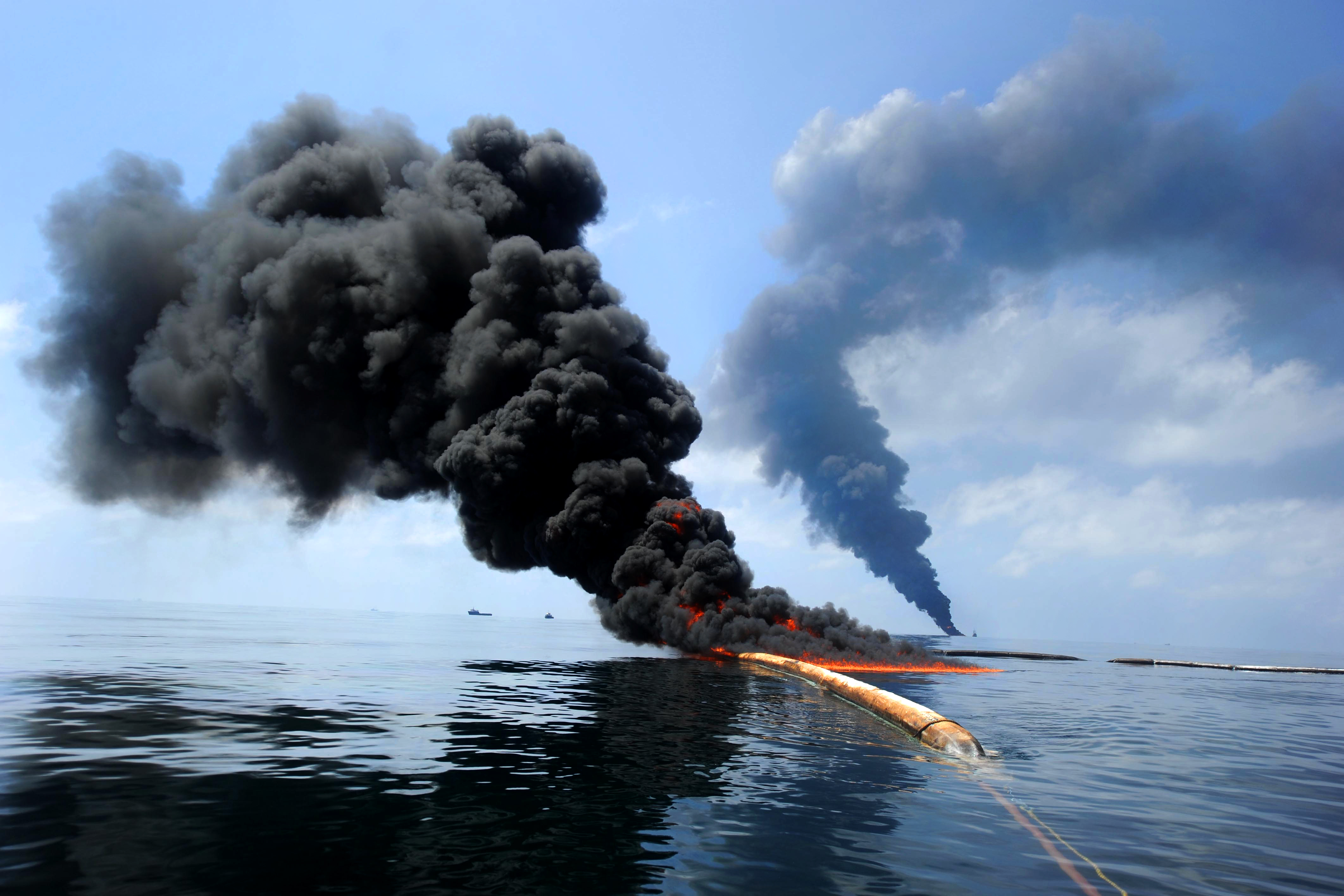
لکه نفتی خلیج مکزیک پاسخگوی کشتن نزدیک به بیست درصد از جمعیت نهنگ خلیج مکزیک است.

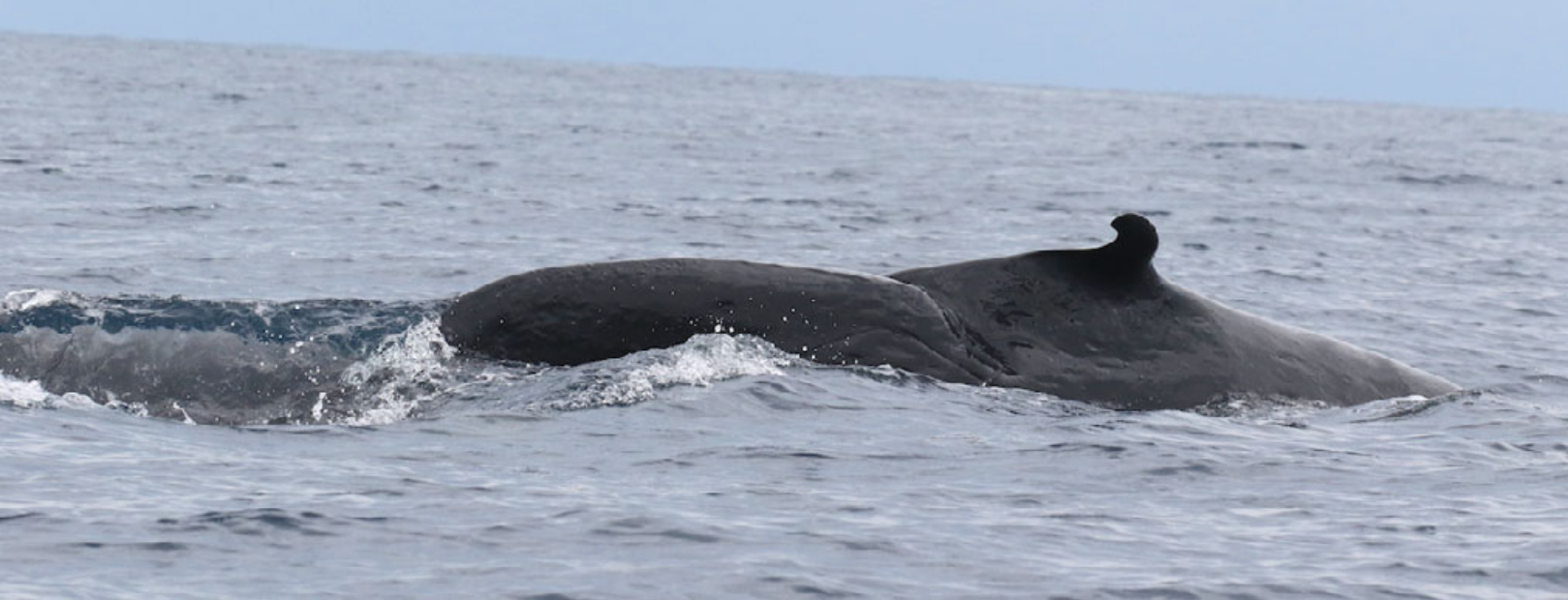
نهنگ رایس با کمر تغییر شکل‌یافته از برخورد با کشتی